# Гилинг
Гилинг (Gillingr) в германо-скандинавската митология е леден великан йотун, баща на Бауги и Сутунг.
Гостувал при цвергите Фялар и Гялар, скоро след като те убили Квасир и сготвили от кръвта му поетическия мед. Гномите не се сдържали и самохвално разказали на Гилинг за вълшебното питие, което великанът поискал да притежава срещу много злато. Скоро съжалили за това и, страхувайки се Гилинг да ги издаде, решили да го убият. Поканили го да се повозят с лодка, тъй като Гилинг не можел да плува, откарали съда надълбоко и го обърнали. Когато Гилинг се удавил, синът му великанът Сутунг заплашил Фялар и Гялар със смърт, но те се откупили с медовината на поезията.